# Khrustalnyj
Khrustalnyj (ukrainsk: Хрустальний) eller Krasnyj Luch (russisk: Красный Луч) er en by i Luhansk oblast (provins) i det sydøstlige Ukraine, der i øjeblikket kontrolleres af Folkerepublikken Lugansk. Den er en by af regional betydning.
Byen havde i 2021 en befolkning på omkring 79.764..

## Historie
Byen blev grundlagt som Kryndachivka (russisk Krindachyovka) i de sidste år af det 19. århundrede.
Det blev et af de vigtigste kulminecentre i Donets-bassinet.
Her er der udgivet en lokal avis siden september 1920. I december 1920 blev den omdøbt til Krasnyj Luch (lit. "rød bjælke"). By siden 1926.
Byen var under tysk besættelse fra juni 1942 til september 1943. Jøderne blev kastet i brønden i Bogdan-kulminen og dræbt sammen med andre kategorier af ofre, såsom kommunisterne. Det samlede antal ofre var ca. 2.000.
Siden foråret 2014 har den været kontrolleret af Folkerepublikken Lugansk.
I henhold til de Ukrainske afkommuniseringslove blev byen den 12. maj 2016 omdøbt af det ukrainske parlament til Khrustalnyj, uden praktisk effekt, da de ikke kontrollerer området.